# 范元颺
范元颺（？年—？年），福建沙县人，清朝政治人物。

## 生平
乾隆十七年（1752年），清高宗特開太后六旬萬壽，以春季行鄉試，秋季行會試，為申恩科，范元颺聯登鄉、會試，殿試賜同進士出身。曾任陝西氓州知州。